# Lucy Lee
Lucy Lee (ur. 20 maja 1980 w Torrance) – amerykańska aktorka pornograficzna i modelka pochodzenia koreańskiego. Swoje aktorskie imię i nazwisko (Lucy Lee) zawdzięcza bijącemu podobieństwu do amerykańskiej aktorki Lucy Liu oraz temu, że wszyscy tak właśnie ją nazywali.

## Życiorys

### Wczesne lata
Urodziła się w Torrance w stanie Kalifornia, gdzie uczęszczała do West High School. Po ukończeniu szkoły Lucy pracowała m.in. w Gap Inc., zanim została striptizerką.

### Kariera
Do branży pornograficznej dostała się po poznaniu Vince'a Vouyera, gdy tańczyła w Body Shop Club w zachodnim Hollywood. Jej pierwszy film to Cum Drippers #4 (2003) wydany przez Red Light District. Po około 7-8 miesiącach pracy w branży pornograficznej Lee postanowiła grać sceny seksu analnego. Po raz pierwszy wzięła udział w scenie seksu analnego w produkcji Red Light District Me Luv U Long Time 5 (2004).
Łącznie zagrała w ponad 200 filmach, a przez chwilę była także dziewczyną w TeraVision, jednak nie przedłużała żadnego kontraktu z Terą Patrick.
Związana była z włoskim aktorem porno Franco Trentalance, z którym zagrała w filmie Lotta di Classe (2008).

## Nagrody
| Rok  | Nagroda   | Kategoria                              | Film                                    | Inni wykonawcy | Rezultat  |
| ---- | --------- | -------------------------------------- | --------------------------------------- | --- | --------- |
| 2006 | AVN Award | Najlepsza scena seksu grupowego – film | Scorpio Rising (2005), reż. Paul Thomas | Marco Banderas, Jerry Kovacs, Lisa Lee, Steven St. Croix, Shy Love, Nick Manning, Lisa Marie, Haley Paige, Jean Val Jean i Tyla Wynn | Nominacja |